# Fredrika Ekman Wintzell
Fredrika Vilhelmina Ekman Wintzell, född 31 januari 1872 i Västra Sallerup, död 1 november 1936 i Stockholm, var en svensk fotograf. Hon var verksam i Uppsala, Karlskrona, Ludvika, Lund, Limhamn, och från 1907 i Stockholm. Från 1908 var hon innehavare av Ateljé Flora, belägen på Hornsgatan 102.